# Nowaja Huta (obwód homelski)
Nowaja Huta (biał. Новая Гута; ros. Новая Гута, Nowaja Guta) – agromiasteczko na Białorusi, w obwodzie homelskim, w rejonie homelskim, w sielsowiecie Cierucha, w pobliżu granicy z Ukrainą.
Nowaja Huta położona jest przy drodze magistralnej M8. W pobliżu wsi, w ciągu tej drogi, znajduje się białoruski punkt kontrolny Nowaja Huta na białorusko-ukraińskim przejściu granicznym Nowaja Huta-Nowi Jaryłowyczi.